# Nászay Miklós
Rákosi Nászay Miklós, Nászay Miklós Mór Jenő Károly (Budapest, 1896. április 21. – 1960 után) magyar építészmérnök.

## Élete
Szülei Nászay Károly és Császár Mária. Különböző köz- és magánépületek tervezése fűződik a nevéhez a két világháború közötti időszakban. Jelentős alkotása a Gazdasági Szakiskola Szarvason. A kései szecessziós–magyaros, art déco elemekkel tarkított épület lábazata végig terméskőből került kialakításra. A hatalmas, egybefüggő homlokzati falsíkon nincs semmiféle tagolás. A homlokzat szimmetrikus elrendezésű, egyemeletes, három oromzattal, a középsőn némi szecessziós hullámzással. Az épület minimális díszítést kapott, ilyen például a sgraffitto technikájú aratójelenet a homlokzat középső részén. Díszítések még a párkányzatok a középső falsík két szélén, illetve kovácsoltvas munkák a Petőfi Sándor utcai oldalon.
Cikkei jelentek meg A Magyar Mérnök- és Építész-Egylet Közlönyében.
Részt vett az 1936-os Alkalmazhatók-e a dunántúli magyar népies építészet elemei a balatonmenti nyaralók korszerű meg-tervezésénél? című építészeti esszépályázaton, ahol írását 100 pengős különdíjjal jutalmazták.
1929. január 16-án Budapesten feleségül vette Noszkay Anna Julianna Katalint. Lánya Nászay Eszter (1930. febr. 8.).
A Hírünk a világban című lap arról számolt be 1952 végén, hogy Nászay Bogotában öt német építésszel szemben első díjat kapott az ottani német kollégiumra kiírt tervpályázaton és elnyerte az észak-amerikai kolónia templomának pályadíját.
1960 és 1966 között a Magyar Mérnökök és Építészek Világszövetségének tagjává választották.

## Ismert épületeinek listája
- 1925–1927: volt Gazdasági Szakiskola (ma: Szent István Egyetem, Tessedik Campus), Szarvas, Szabadság utca 1–3.[2][9] (Lakos Miklóssal közös munka)
- 1928–1929: lakóház, Budapest, Döbrentei u. 26.[10]
- ?: bérház, Budapest, Bottyán u. 6.[11]
- ?: bérház, Budapest, Döbrentei tér 2.[11]
- ?: bérház, Budapest, Szabóky u. 47.[11]
- ?: német collegium, Bogota[12]
- ?:  északamerikai kolónia temploma, Chicago[12]